# Alchemilla polita
Alchemilla polita é uma espécie de rosácea do gênero Alchemilla, pertencente à família Rosaceae.